# Orozimbo Fuenzalida y Fuenzalida
 Orozimbo Fuenzalida y Fuenzalida   , né le 22 mai 1925 à Rancagua, Chili, et mort le 27 mai 2013 à Santiago du Chili, est un prélat catholique chilien.

## Biographie
Orozimbo Fuenzalida y Fuenzalida étudie au grand séminaire de Santiago du Chili et à la faculté de théologie de l'université pontificale catholique du Chili. Il est ordonné prêtre le 10 janvier 1951 à la cathédrale de Rancagua. Il est d'abord vicaire dans une paroisse de Pichilemu, puis assesseur diocésain de l'Action catholique rurale et vicaire diocésain de la pastorale. Fuenzalida est nommé évêque titulaire de Burca (de) et prélat de Calama le 12 mars 1968. Il est consacré le 19 mai 1968. Le 26 février 1970, il est nommé évêque de Los Ángeles et le 16 juillet 1987 il est transféré à San Bernardo, tandis que le serviteur de Dieu Adolfo Rodriguez Vidal lui succède à Los Ángeles. Il effectue ses visites Ad limina apostolorum en 1974 , 1979, 1984, 1989, 1994 et 2002. Il participe en 1979 à la conférence de Puebla, la IIe Conférence générale de l'épiscopat latino-américain, organisée à Puebla par le Conseil épiscopal latino-américain. Il remplit diverses fonctions à la Conférence épiscopale du Chili. Fuenzalida y Fuenzalida fonde le grand séminaire de San Bernardo en 1989. Il prend sa retraite en 2003, confère la consécration épiscopale à son successeur Juan Ignacio González Errázuriz ; il meurt le 27 mars 2013.

## Sources
- Profil sur Catholic hierarchy